# 항저우 샤오산 국제공항
항저우 샤오산 국제공항(중국어 간체자: 杭州萧山国际机场, 병음: Hángzhōu Xiāoshān Guójì Jīchǎng, IATA: HGH, ICAO: ZSHC)은 중화인민공화국 저장성 항저우시에 위치한 공항이다. 이 공항은 첸탕강 남쪽 기슭에 지어졌으며 항저우시내로부터 약 27킬로미터 떨어져 있다.

## 역사
이 공항의 건설은 세 단계로 계획되었었다. 첫 단계는 1997년 7월에 건설이 시작되어 2000년 12월 30일에 완공하고 개항하였다. 이로써 기존의 민간, 군사 겸용 공항이던 구 항저우 공항을 대체하게 되었다. 2003년 9월에 중국 정부는 이 공항을 국제공항으로 지정하고 2004년 3월에 입출국 관리 설비를 갖춘 뒤, 공식적으로 국제공항으로서 기능을 하기 시작하였다. 이 공항은 중국항공공사(CNAC) 저장성의 허브 공항이었다. 중국항공공사가 중국국제항공에 합병된 뒤에도 중국국제항공의 항저우의 허브 공항으로 사용되고 있다.

## 시설
2016년 10월 항저우 샤오산 국제공항 3터미널 출국장 공항의 1단계는 7,260에이커(29.4km2)의 땅을 차지하고 있다. 800만 명의 승객과 연간 11만 톤의 화물을 실을 수 있으며, 보잉 747-400만큼 큰 항공기를 다룰 수 있다.[인용필요] 길이 3,600m(11,800ft)에 폭 45m(148ft)인 활주로가 하나 있다. 여객터미널은 한 시간에 3600명의 승객을 처리할 수 있고, 10만m2(지하주차 2만2000m2 포함) 규모다. 국제선 터미널 12개를 포함해 36개의 체크인 카운터가 있다. 출입국 및 세관 구역은 9,500 평방미터의 터미널 공간을 차지한다.

## 교통

### 공항버스
공항버스에는 공항 버스 서비스 저장성 내점과 장쑤성에 소재한 공항을 연결하고 있다. 매표소는 공항 버스 정류장에서 구입한다.

### 택시
공항과 시내 사이의 택시 비용은 100위안에서 160위안까지의 비용 사이에 든다.

### 고속도로
국제 공항에서 고속 도로까지 시내 항저우에 시싱 대교로 연결되어 있는 연결로 연결되어 있다. 그 공항 고속 도로 또한 북 시신 도로, 시내로 샤오산과 관련된 것에 출구 있다. 그 상하이-항저우-닝보 고속 도로는 공항에 있는 출구도 있다.

## 운항 노선

### 국제선
| 항공사               | 도착지 |
| -------------------- | --- |
| 중국국제항공         | 나트랑, 도쿄(나리타), 로마(피우미치노), 방콕(수완나품), 서울(인천), 오사카(간사이), 타이페이(도원), 푸껫                |
| 중국동방항공         | 시드니, 시즈오카, 싱가포르, 오사카(간사이), 오키나와(나하), 홍콩, 타이페이(도원), 오클랜드 - (2023년 11월 6일 신규취항) |
| 베이징 캐피탈 항공   | 마드리드, 모스크바(셰레메티예보), 밴쿠버, 사이판, 시즈오카, 오키나와(나하), 제주                                        |
| 룽에어               | 나고야(주부), 만달레이, 오사카(간사이), 제주,무안                                                                       |
| 쓰촨 항공            | 로스앤젤레스, 만달레이, 양곤, 호치민                                                                                    |
| 샤먼 항공            | 마카오, 멜버른, 오사카(간사이), 타이페이(도원), 홍콩                                                                    |
| 춘추항공             | 마카오, 제주 |
| 캐세이 드래곤 항공   | 홍콩 |
| 홍콩 항공            | 홍콩 |
| 에어 마카오          | 마카오 |
| 에바 항공            | 타이페이(도원) |
| 만다린 항공          | 가오슝, 타이중 |
| 유니 항공            | 가오슝, 타이페이(쑹산)                                                                                                  |
| 대한항공             | 서울(인천), 청주 |
| 아시아나항공         | 부산, 서울(인천) |
| 전일본공수           | 도쿄(나리타), 오사카(간사이)                                                                                            |
| 베트남 항공          | 다낭 |
| 비엣제트 항공        | 나트랑 |
| 퍼시픽 항공          | 나트랑 |
| JC 국제항공          | 시아누크빌 |
| 캄보디아 앙코르 항공 | 시엠레아프, 프놈펜 |
| 타이 에어아시아      | 방콕(돈므앙), 치앙라이                                                                                                  |
| 타이 라이온 에어     | 방콕(돈므앙), 푸껫 |
| 녹에어               | 푸껫 |
| PAL 익스프레스       | 칼리보 |
| 에어아시아           | 쿠알라룸푸르 |
| 스쿠트               | 싱가포르 |
| 로얄 브루나이 항공   | 반다르스리브가완 |
| 카타르 항공          | 도하 |
| KLM                  | 암스테르담 |
| 이집트 항공          | 카이로 |

### 국내선
| 항공사                 | 도착지 |
| ---------------------- | --- |
| 중국국제항공           | 광위안, 광저우, 구이린, 구이양, 난닝, 다칭, 란저우, 류판수이, 리장, 리펀, 베이징(다싱, 수도), 비제, 선전, 시닝, 시안, 옌타이, 웨이하이, 우란차부, 우루무치, 인촨, 윈천, 잔장, 정저우, 카라메이, 쿠얼러, 쿤밍, 톈진, 창춘, 청두, 충칭, 하얼빈, 후허하오터                                 |
| 중국남방항공           | 광저우, 구이린, 구이양, 난닝, 난양, 다롄, 란저우, 메이시안, 베이징(수도), 베이하이, 싼야, 선양, 선전, 시닝, 지에양, 베이하이, 아커쑤, 우루무치, 우한, 정저우, 주허이, 창춘, 하이커우, 하얼빈                                                                                             |
| 중국동방항공           | 거얼무, 바오산, 란저우, 루저우, 뤼저우, 무단장, 베이징(다싱, 수도), 샤먼, 선양, 시안, 시닝, 신양, 옌안, 옌지, 옌타이, 우한, 인촨, 자무쓰, 잔장, 장자제, 준이, 쿤밍, 타이위안, 청더, 칭다오, 취안저우, 화이안, 화이화                                                                     |
| 베이징 캐피탈 항공     | 광저우, 난닝, 구이린, 리장, 베이징(다싱, 수도), 싼야, 시솽반나, 시안, 이창, 인촨, 정저우, 지에양, 쿤밍, 칭다오, 하이커우, 하얼빈 |
| 쓰촨 항공              | 광저우, 난닝, 다오청, 둔황, 라싸, 란저우, 몐양, 시닝, 시솽반나, 우루무치, 자오퉁, 자위관, 정저우, 주허이, 칸딩, 쿤밍, 타이위안, 톈진, 창춘, 청두, 충칭, 푸양, 하얼빈, 한단 |
| 하이난 항공            | 광저우, 구이린, 난닝, 다롄, 바오터우, 베이징(수도), 싼야, 스자좡, 선양, 시안, 옌타이, 우루무치, 우하이, 이창, 정저우, 주허이, 진저우, 타이위안, 퉁랴오, 창춘, 청두, 충칭, 하이라얼, 하이커우, 헝양, 후허하오터                                                                           |
| 룽에어                 | 광저우, 구이양, 뤄양, 리장, 몐양, 다퉁, 리자오, 바오터우, 베이징(수도), 비제, 시닝, 시솽반나, 시안, 시얀, 신저우, 싱양, 싱이, 아커쑤, 안순, 엔시, 옌안, 웨이하이, 우루무치, 우한, 울란하오터, 인촨, 장자제, 지에양, 카일리, 타이위안, 첸장, 충하이, 치펑, 친황다오, 하얼빈, 화이화, 한중 |
| 샤먼 항공              | 광저우, 구이린, 구이양, 난닝, 다롄, 란저우, 베이징(수도), 샤먼, 싼야, 선양, 선전, 시창, 시닝, 우루무치, 우한, 인촨, 정저우, 준이, 주허이, 쿤밍, 타이위안, 톈진, 창사, 창춘, 청두, 충칭, 츠펑, 취안저우, 칭다오, 하이커우, 후허하오터                                                     |
| 차이나 익스프레스 항공 | 시안, 싱양, 티안수이, 충칭 |
| 둥하이 항공            | 선전, 주하이 |
| 럭키 에어              | 관저우, 쿤밍 |
| 청두 항공              | 다롄, 충칭, 하이커우 |
| 충칭 항공              | 충칭 |
| 허베이 항공            | 베이징(다싱), 스자좡 |
| 군요 항공              | 구이양, 리장, 비제, 웨양, 하얼빈, 화이안, 후이저우 |
| 쿤밍 항공              | 쿤밍, 텅충 |
| 산둥 항공              | 구이린, 난닝, 무단장, 베이징(수도), 샤먼, 옌타이, 우루무치, 인촨, 칭다오 |
| 상하이 항공            | 광저우, 베이징(수도), 정저우 |
| 선전 항공              | 광저우, 선전, 옌청 |
| 오케이 항공            | 싼야, 지에양, 톈진, 하얼빈 |
| 우루무치 항공          | 둔황, 우루무치 |
| 웨스트 에어            | 충칭 |
| 톈진 항공              | 다롄, 옌타이, 우루무치, 탕산, 톈진, 칭다오, 후허하오터 |

### 화물 노선
| 항공사            | 목적지             |
| ----------------- | ------------------ |
| 중국국제항공 카고 | 두바이, 암스테르담 |
| 홍콩 항공         | 홍콩               |

## 같이 보기
- 중화인민공화국의 공항 목록